# Lucy Monti
Lucy Monti (Oostende, 1 januari 1933 - aldaar, 6 juni 1978), ook wel bekend als de "koningin van het Oostendse visserslied", was een Vlaamse zangeres. Haar werkelijke naam was Lucienne Bollenberg, maar zij werd bekend onder de artiestennaam Lucy Monti.
Luci Monti was de nicht van de andere bekende Oostendse zangeres Lucy Loes (Lucienne Vanbesien). Hun moeders waren zussen. Zij schreef samen met haar broer Pete Monti (Pierre Bollenberg) een aantal Oostendse vissersliederen die na haar dood overgenomen werden door Lucy Loes. De meeste liederen werden echter geschreven door Freddy Feys (de vader van Serge Feys, die bekend is van T.C. Matic).

## Discografie

### Compilatiealbums
- Hier spreekt men Oostends 1 (1973): lp (Omega International, GM 333.103-425)
- Hier spreekt men Oostends 2 (1974): lp (Omega International, GM 333.135)
- Hier spreekt men Oostends (1976):dubbel-lp (Omega International, DA 247/48)
- Groeten uit West-Vlaanderen (1985): lp (Dureco - 66061)

### Singles
- Lucy Monti (1972)

### Liederen (selectie)
- Kleen verdriet - groot verdriet (Freddy Feys, Jo Deensen)
- Op de viertorre (Freddy Feys, Jo Deensen)
- 't is gedoan met de dikke madam (Freddy Feys, Jo Deensen)
- Op de vismarkt zien'k geboren (Benech - Dumont)
- Oostende Oender woater (La petit Deligence - Oostendse tekst door Bertino of Albert Lingier)
- Let op 't goat in de boembas stoan (Freddy Feys - Jo Deensen)
- Die Vischer van mien